# Chenopodium foggii
Chenopodium foggii là loài thực vật có hoa thuộc họ Dền. Loài này được Wahl mô tả khoa học đầu tiên năm 1954.